# Parafia Narodzenia św. Jana Chrzciciela w Ślemieniu
Parafia Narodzenia Świętego Jana Chrzciciela w Ślemieniu – parafia rzymskokatolicka należąca do dekanatu Sucha Beskidzka archidiecezji krakowskiej. 
Obecnie proboszczem jest ks. mgr Andrzej Kamiński.